# Mate Bulić
Mate Bulić, hrvaški glasbenik in pevec, * 18. februar 1957, Blatnica, SR Bosna in Hercegovina, SFRJ.
Njegove pesmi imajo znake Hercegovine, od koder je po poreklu. Trenutno živi v Frankfurtu.